# Francisco Javier Sanz Alonso
Francisco Javier Sanz Alonso (Castronuevo, Ávila, 13 de diciembre de 1952-Salamanca, 11 de noviembre de 2022) fue un ajedrecista campeón de España en 1973 y Maestro Internacional desde 1979. Era licenciado en Ciencias Políticas por la UNED.

## Resultados destacados en competición
Campeón de España Absoluto en Santa Cruz de Tenerife en 1973, superando al maestro internacional Antonio Medina García, y dos veces subcampeón, en Alcoy 1980 (1.º Juan Mario Gómez Esteban) y Cartagena 1982 (1.º Juan Manuel Bellón López). Subcampeón de España juvenil en 1971 y ganador del Open Juvenil de Büsum (Alemania) en 1971.
Campeón Absoluto de Salamanca en cinco ocasiones: 1969, 1970, 1971, 1972 y 1973.
Participó representando a España en cinco Olimpíadas de ajedrez: Niza 1974, Haifa 1976, Buenos Aires 1978, La Valeta 1980 y Lucerna 1982. En la Copa Clare Benedict en Cala Galdana 1974 y Copenhague 1977.
Tercer clasificado en el World Chess Open de Filadelfia (EE. UU.) de 1978, donde con 7,5 puntos de 9 posibles empató con Westerinen (Finlandia), Seirawan (EE.UU), Asmundsson (Islandia), Angantysson (Islandia) y Miles (Inglatrerra).
Participó en dos zonales, primera fase de las competiciones por el Campeonato del Mundo Individual: Ámsterdam 1978, donde ocupó la 7.ª posición y fue el mejor representante español, y Marbella 1982, 6.º clasificado en el Grupo B. 
Sanz Alonso (2330)-Speelman (2410). Ámsterdam. 6.ª ronda. 25-XI-1978. (B22).
1.e4 c5 2.c3 Cf6 3.e5 Cd5 4.d4 cxd4 5.cxd4 b6 6.Ac4 Ab7 7.Cf3 e6 8.0–0 Dc8 9.Ab3 Ca6 10.Te1 Ae7 11.Cbd2 0–0 12.Ce4 Cac7 13.Ac2 Ce8 14.Ag5 Dd8 15.a3 f5 16.exf6 Cdxf6 17.Axf6 Axf6 18.Ce5 g6 19.Aa4 b5 20.Ab3 Cc7 21.Dg4 Axe4 22.Dxe4 d5 23.Dd3 Axe5 24.Txe5 Tf7 25.Tc1 Dd6 26.g3 a5 27.Ad1 a4 28.Ag4 b4 29.Tc5 Tb8 30.Dc2 bxa3 31.bxa3 Db6 32.Te1 Rg7 33.De2 h5 34.De5+ Rh7 35.Ae2 Tb7 36.Ad3 Db2 37.Dxh5+ Rg7 38.Dxg6+ Rf8 39.Dh6+ Rg8 40.Dg5+ Rf8. (1-0).
7.º en el Torneo Internacional Universidad de Salamanca de 1989.
Sanz Alonso (2420)-Judit Polgar (2555). Salamanca. 10.ª ronda. 12-XI-1989. (B44).
1.e4 c5 2.Cf3 e6 3.d4 cxd4 4.Cxd4 Cc6 5.Cb5 d6 6.c4 Cf6 7.C1c3 a6 8.Ca3 b6 9.g4 h6 10.Ag2 Ab7 11.Ae3 Dc7 12.Tc1 Cd7 13.0–0 g5 14.Cd5 Dd8 15.Cxb6 Cxb6 16.Db3 Cd7 17.Dxb7 Cce5 18.h3 Tb8 19.Dxa6 h5 20.f3 Txb2 21.Cb5 Cc5 22.Axc5 dxc5 23.Tfd1 Db8 24.Da3 Te2 25.Tb1 Dc8 26.Da7 Cd7 27.Cc7+ Re7 28.Tb8 Txa2 29.Txc8 Txa7 30.Te8+ Rf6 31.Txd7 Ta1+ 32.Rf2 Ta2+ 33.Rf1 hxg4 34.fxg4 Ag7 35.Txh8 Axh8 36.Cb5 Rg6 37.Af3 Ae5 38.Ae2 f5 39.exf5+ exf5 40.Ad3, rinden. (1-0).
1.º VIII Abierto Internacional de San Sebastián 1990.
1.º Laguna de Duero (Valladolid) 1993.
1.º Soria 1995 y 1999.
1.º Guarda (Portugal) 1999.

## Entrenador de ajedrez
En los años 90 entrenó a promesas del ajedrez español merced a un convenio con la Federación Española de Ajedrez (FEDA) y participó en congresos de enseñanza en España y Argentina.

## Director de la Escuela de AjedrezShirovonline
Fue director de esta escuela especializada en la enseñanza de ajedrez en línea, que ha patentado un método de enseñanza junto con la Universidad de Salamanca. Debe su nombre a que el subcampeón del mundo Alexei Shirov colabora en la empresa. Son frecuentes los torneos entre escuelas de diversos países a través de esta plataforma.

## Últimos años enBogotá
Desde 2010 residía en Bogotá, donde trabajaba con colegios (San Jorge de Bogotá), la Universidad Central y el Idiprón del distrito en un programa de enseñanza de ajedrez con población vulnerable.